# 꼭대기 방
《꼭대기 방》(영어: Room at the Top)은 1959년 개봉한 영국의 드라마 영화이다. 잭 클레이턴이 감독을 맡았으며, 존 브레인의 동명 소설이 영화의 원작이다. 1959 영국 아카데미상 작품상·영국 작품상 수상작이다.

## 줄거리
제2차 세계 대전 직후, 웨스트 라이딩 오브 요크셔에서 야심 찬 젊은이 조 램턴은 고향인 칙칙한 공장 도시 더프턴을 떠나 좀 더 큰 도시 워늘리로 이사한다. 그곳에서 그는 시 재무부서의 안정적이지만 보수가 적고 미래가 없는 직책을 맡게 된다. 출세하기로 결심한 그는 동료이자 룸메이트인 찰리 솜스의 경고를 무시하고 지역 산업 거물의 딸인 수잔 브라운을 쫓는다. 수잔은 부유한 잭 웨일스와 사귀고 있었지만 조는 그녀를 유혹할 수 있었다. 브라운 부부는 조의 사회적 상승을 좌절시키기 위해 조의 상사를 설득하여 그에게 그의 계급에 맞는 여자를 쫓도록 격려하게 하고, 그에게 더프턴으로 돌아가는 일자리를 제안하지만 조는 그 음모를 알게 되자 거절한다. 또한 수잔을 해외여행 보내기도 하지만 수잔은 여전히 그에게 빠져 있다.
수잔을 쫓는 동안 조는 10년 전 교사로 영국에 와서 거만하고 학대적인 중산층 영국인 조지 에이즈길과 결혼한 불행한 결혼 생활을 하는 10년 연상의 프랑스인 앨리스 에이즈길과 계속 만난다. 조는 앨리스와 그저 시간을 때우는 것이라고 생각하고 앨리스는 그들이 그저 "사랑하는 친구"가 될 수 있다고 말한다. 서로에 대한 그들의 감정은 더 깊은 것으로 변하기 시작하고 조는 수잔을 쫓는 것에 대한 흥미를 잃기 시작한다. 그들의 관계는 열정적이고 격렬하며, 특히 격렬한 논쟁 끝에 조는 다시 수잔에게 집중한다. 그는 그녀의 순결을 가져갔지만 만족하지 못하고 앨리스에게 다시 끌린다.
조와 앨리스는 짧은 휴가를 떠나고, 앨리스는 조가 부와 사회적 지위를 얻으려는 노력을 그만두고 그 자신과 그녀와 함께 행복해지기로 결정한 것처럼 보여 기뻐한다. 그들은 앨리스가 집에 돌아가면 이혼을 요구하기로 결정하지만, 그녀가 그렇게 하자 조지는 거절하고 그들의 관계가 계속되면 조와 앨리스를 사회적으로나 재정적으로 망칠 것이라고 선언한다. 조가 이 일로 괴로워하는 동안 브라운 씨는 수잔이 임신했다는 소식을 전하고, 조가 앨리스와의 만남을 중단하고 수잔과 결혼하기를 기대하며, 그럴 경우 조가 관대한 급여로 자신을 위해 일할 수 있다고 말한다.
앨리스와의 관계에 대한 장애물을 피할 방법이 없다고 생각한 조는 앨리스에게 수잔과 결혼할 것이라고 말한다. 마음이 아픈 앨리스는 술집에서 취하고 다음날 아침, 그의 동료들이 그의 약혼을 축하하는 동안 조는 앨리스가 그와 함께 자주 가던 절벽에서 차를 몰고 떨어져 몇 시간 동안 서서히 죽었다는 소식을 듣는다. 황폐해진 조는 사무실을 떠나 그와 앨리스가 밀회를 가졌던 아파트로 방황하지만, 아파트를 소유한 앨리스의 친구 엘스페스는 그에게 소리를 지르고 앨리스의 죽음을 비난하며 그를 쫓아낸다.
조는 해안가의 술집으로 가는데, 매비스라는 여자가 조가 옷을 잘 입었다는 이유로 그에게 접근한다. 조는 매우 취했고 그녀에게 그다지 관심이 없는 것처럼 보이지만(그는 그녀를 앨리스라고 부른다), 조는 한 남자가 매비스를 강제로 데려가는 것을 막는다. 조가 혼자 있을 때, 그 남자와 그의 친구 몇 명이 조를 때려 의식을 잃게 만든다. 아침에 찰리는 구타당한 얼굴로 길거리에 누워있는 조를 발견하지만, 조의 유일한 관심은 자신이 앨리스에게 하게 만들었다고 느끼는 죄책감뿐이다.
얼마 후, 조와 수잔은 결혼한다. 부유한 아내와 고액 연봉의 직업을 얻어 그는 자신이 원했던 모든 것을 얻었다. 결혼식이 끝난 후 차를 타고 떠나는 동안, 수잔의 과도한 칭찬은 조의 눈에 눈물이 고인 것을 알아차리자 중단된다. 그녀는 그것을 잘못 해석하여 "결국 당신은 정말 감성적이군요"라고 말한다.

## 출연

### 주연
- 로렌스 하비
- 시몬느 시뇨레
- 헤더 시어스

### 조연
- 도날드 휴스톤
- 도날드 울핏
- 헤르미온 배들리
- 앨런 커스버트슨